# Sophia Kleinherne
Sophia Kleinherne (sinh ngày 12 tháng 4 năm 2000) là một nữ cầu thủ bóng đá người Đức thi đấu ở vị trí hậu vệ cho câu lạc bộ Eintracht Frankfurt và đội tuyển quốc gia Đức.